# Dekwaneh - Mar Roukouz - Daher al Hosein
Dekwaneh - Mar Roukouz - Daher al Hosein è un  comune (municipalité) del Libano situato nel distretto di al-Matn, governatorato del Monte Libano.